# Secrétaire général de la Communauté caribéenne
Le secrétaire général de la Communauté caribéenne est le chef de gouvernement de la Communauté caribéenne (CARICOM) et le chef de son principal organe administratif, le secrétariat de la CARICOM.
Depuis le 15 août 2021, la secrétaire générale est Carla Barnett.

## Rôle
Conformément au traité original et au traité révisé de Chaguaramas, le secrétaire général est nommé par la Conférence des chefs de gouvernement, sur recommandation du Conseil des ministres de la Communauté (et auparavant du Conseil du marché commun dans le traité original), pour un mandat n'excédant pas cinq ans et peut être reconduit par la Conférence.
Le secrétaire général, sous réserve des organes de la Communauté et conformément à divers règlements, exerce les fonctions suivantes :
- représentant la Communauté ;
- élaborer, conformément au mandat qui lui est confié, des décisions des organes compétents de la Communauté en propositions réalisables ;
- identifier et mobiliser, selon les besoins, des ressources externes pour mettre en œuvre les décisions au niveau régional et entreprendre des études et transformer les décisions sur les questions pertinentes en propositions réalisables ;
- mettre en œuvre, comme mandaté, les décisions prises au niveau régional pour la réalisation des objectifs communautaires ;
- mettre en œuvre, avec le consentement de l’État membre concerné, les décisions communautaires qui ne nécessitent pas d’intervention législative ou administrative de la part des autorités nationales ;
- assurer le suivi et l’établissement de rapports sur la mise en œuvre des décisions communautaires, comme prévu ;
- initier ou élaborer des propositions pour examen et décision par les organes compétents afin d'atteindre les objectifs de la Communauté ;
- et toutes autres fonctions assignées par la Conférence ou d’autres organes compétents.

## Liste des secrétaires généraux
| Secrétaire général | Secrétaire général | Secrétaire général    | Élection           | Début de mandat   | Fin de mandat     |
| ------------------ | ------------------ | --------------------- | ------------------ | ----------------- | ----------------- |
| -                  |                    | Frederick L. Cozier   | Intérim            | 1968              | 1969              |
| 1                  |                    | William Demas (en)    | 1969               | 1969              | 1974              |
| 2                  |                    | Alister McIntyre      | 1974               | 1974              | 1er août 1977     |
| -                  |                    | Joseph Tyndall        | Intérim            | 1er août 1977     | 1er novembre 1978 |
| 3                  |                    | Kurleigh King         | 1er août 1978      | 1er novembre 1978 | 1er novembre 1983 |
| 4                  |                    | Roderick Rainford     | 1er septembre 1983 | 1er novembre 1983 | 15 août 1992      |
| 4                  | 1er août 1988      | Roderick Rainford     |                    | 1er novembre 1983 | 15 août 1992      |
| 5                  |                    | Edwin Carrington (en) | 1er juin 1992      | 15 août 1992      | 20 décembre 2010  |
| 5                  | 25 mai 1997        | Edwin Carrington (en) |                    | 15 août 1992      | 20 décembre 2010  |
| 5                  | 10 mai 2002        | Edwin Carrington (en) |                    | 15 août 1992      | 20 décembre 2010  |
| 5                  | 10 mai 2007        | Edwin Carrington (en) |                    | 15 août 1992      | 20 décembre 2010  |
| -                  |                    | Lolita Applewhaite    | Intérim            | 20 décembre 2010  | 15 août 2011      |
| 6                  |                    | Irwin LaRocque        | 21 mai 2011        | 15 août 2011      | 15 août 2021      |
| 6                  | 6 mai 2016         | Irwin LaRocque        |                    | 15 août 2011      | 15 août 2021      |
| 7                  |                    | Carla Barnett         | 11 mai 2021        | 15 août 2021      | En cours          |